# Enrique Rodríguez-Solís
Enrique Rodríguez-Solís (Ávila, 1844-Madrid, 1925) fue un escritor, periodista e historiador español, de ideología republicana.

## Biografía
Nacido en Ávila el 4 de julio de 1844, y de ideología republicana federal, fue escritor, periodista e historiador. Dedicó parte de su obra al estudio de la figura de la mujer y a la historia del teatro español.
Dio la orden de sublevación a Froilán Carvajal, el 2 de octubre de 1869, en el infructuoso levantamiento federalista de Alicante durante el Gobierno Provisional, enviado de parte de José Paúl y Angulo, después del cual se vería obligado a exiliarse en Francia hasta mediados de 1870. Estuvo preso en la madrileña cárcel del Saladero a raíz de su labor periodística; con el fin de la experiencia federal y la instauración de la república unitaria del general Serrano partió de nuevo al exilio, en esta ocasión a Lisboa, aunque regresaría de nuevo a España prontamente.
Fue autor de obras sobre temas variados, como un estudio biográfico del literato José de Espronceda, la Guerra de Independencia Española, la prostitución o el Partido Republicano Federal, entre otros. Como periodista colaboró en publicaciones periódicas como El Combate, La Revolución, La Federación Española (1870), La Ilustración Republicana Federal —en la que utilizó el pseudónimo «Lisso», un anagrama de su segundo apellido—, La Lucha, El Gorro Frigio, Gaceta de Teatros, La Ilustración Popular, La Niñez, El Mundo de los Niños, Heraldo de Madrid, Pluma y Lápiz, El País, La Igualdad o El Motín, entre otras. Fue corresponsal de La Voz Montañesa de Santander, El Diario de Avisos de Zaragoza y del portugués O'Diario Popular.
Rodríguez-Solís trabajó también como profesor de declamación. Fallecido en Madrid en abril de 1925, fue enterrado en el cementerio de Santa María. En 1930 se publicaron de forma póstuma unas memorias suyas, prologadas por Roberto Castrovido.

## Obras
- La mujer defendida por la historia, la ciencia y la moral: estudio crítico (1877).[19]
- Espronceda: Su tiempo, su vida y sus obras (1883).[9][10]
- Los guerrilleros de 1808: historia popular de la Guerra de la Independencia Española (1887-1888).[11][5]
- Majas, manolas y chulas: historia, tipos y costumbres de antaño y ogaño.[20]
- Historia de la prostitución en España y América (1892-1893).[12]
- Historia del partido republicano español: de sus propagandistas, de sus tribunos, de sus héroes y de sus mártires (1892-1893).[13][14]
- El alcalde de Móstoles: narración histórica (1898).[21]